# Coppa Italia 2009-2010 (rugby a 15)
La Coppa Italia 2009-10 fu la 22ª edizione della Coppa Italia di rugby a 15.
Organizzata dalla Federazione Italiana Rugby, essa si è tenuta tra le 10 squadre che compongono la massima divisione, l'Eccellenza Super 10 2009-10.
Non sono stati disponibili, per regolamento, i giocatori che abbiano preso parte al Sei Nazioni maggiore oppure Under-21 perché i club dovevano, come nel Super 10, iscrivere a referto per ogni incontro almeno 12 giocatori di formazione italiana; il numero si riduce di tante unità quanti eventualmente siano i giocatori convocati in Nazionale.
La Coppa Italia si è svolta negli stessi fine settimana del Sei Nazioni 2010, periodo di sosta del Super 10.
Le 10 squadre, ripartite in due gironi da 5 ciascuno, si sono incontrate dal 7 febbraio al 7 marzo 2010 nel primo turno; il 14 marzo si sono disputate le semifinali (ciascuna vincitrice di girone contro la seconda del girone opposto), in gara unica in casa della squadra vincitrice di girone; il 21 marzo 2010, allo stadio Mario Battaglini di Rovigo, si è tenuta la finale tra Benetton e Petrarca vincendo 9-8 l'incontro, i trevigiani si sono aggiudicati la loro quarta Coppa Italia.
Diversamente dal campionato, I Cavalieri disputarono le proprie gare interne allo stadio Lungobisenzio di Prato, mentre Rovigo giocò il match contro il GRAN Parma agli impianti sportivi di Badia Polesine.

## Squadre partecipanti
| Girone A            | Girone B          |
| ------------------- | ----------------- |
| Benetton (Treviso)  | L’Aquila          |
| I Cavalieri (Prato) | Petrarca (Padova) |
| GRAN Parma          | Rugby Roma        |
| Parma               | Veneziamestre     |
| Rovigo              | Viadana           |

## Fase a gironi

### Girone A
| Data             | Incontro                 | Risultato |
| ---------------- | ------------------------ | --------- |
| 7 febbraio 2010  | GRAN Parma — Benetton    | 10-38     |
| 7 febbraio 2010  | I Cavalieri — Parma      | 17-8      |
| 14 febbraio 2010 | Benetton — I Cavalieri   | 45-9      |
| 14 febbraio 2010 | Parma — Rovigo           | 0-42      |
| 21 febbraio 2010 | Rovigo — GRAN Parma      | 36-12     |
| 21 febbraio 2010 | Parma — Benetton         | 14-27     |
| 28 febbraio 2010 | Rovigo — I Cavalieri     | 28-14     |
| 28 febbraio 2010 | GRAN Parma — Parma       | 13-16     |
| 7 marzo 2010     | I Cavalieri — GRAN Parma | 61-17     |
| 7 marzo 2010     | Benetton — Rovigo        | 38-21     |

#### Classifica
|  |    | Squadra     | G | V | N | P | PF  | PS  | P±  | B | Pt |
|  | -- | ----------- | - | - | - | - | --- | --- | --- | - | -- |
|  | 1. | Benetton    | 4 | 4 | 0 | 0 | 148 | 54  | 94  | 4 | 20 |
|  | 2. | Rovigo      | 4 | 3 | 0 | 1 | 127 | 64  | 63  | 2 | 14 |
|  | 3. | I Cavalieri | 4 | 2 | 0 | 2 | 101 | 98  | 3   | 1 | 9  |
|  | 4. | Parma       | 4 | 1 | 0 | 3 | 38  | 99  | −61 | 0 | 4  |
|  | 5. | GRAN Parma  | 4 | 0 | 0 | 4 | 52  | 151 | −99 | 1 | 1  |

### Girone B
| Data             | Incontro                   | Risultato |
| ---------------- | -------------------------- | --------- |
| 7 febbraio 2010  | Rugby Roma — Petrarca      | 16-21     |
| 7 febbraio 2010  | Viadana — L'Aquila         | 43-5      |
| 14 febbraio 2010 | L'Aquila — Veneziamestre   | 17-16     |
| 14 febbraio 2010 | Petrarca — Viadana         | 20-0      |
| 21 febbraio 2010 | Viadana — Rugby Roma       | 32-6      |
| 21 febbraio 2010 | Veneziamestre — Petrarca   | 5-27      |
| 28 febbraio 2010 | Rugby Roma — Veneziamestre | 10-14     |
| 28 febbraio 2010 | Petrarca — L'Aquila        | 27-34     |
| 7 marzo 2010     | Veneziamestre — Viadana    | 27-31     |
| 7 marzo 2010     | L'Aquila — Rugby Roma      | 22-10     |

#### Classifica
|  |    | Squadra       | G | V | N | P | PF  | PS | P±  | B | Pt |
|  | -- | ------------- | - | - | - | - | --- | -- | --- | - | -- |
|  | 1. | Petrarca      | 4 | 3 | 0 | 1 | 95  | 55 | 40  | 4 | 16 |
|  | 2. | Viadana       | 4 | 3 | 0 | 1 | 106 | 58 | 48  | 3 | 15 |
|  | 3. | L’Aquila      | 4 | 3 | 0 | 1 | 78  | 96 | −18 | 0 | 12 |
|  | 4. | Veneziamestre | 4 | 1 | 0 | 3 | 62  | 85 | −23 | 2 | 6  |
|  | 5. | Rugby Roma    | 4 | 0 | 0 | 4 | 42  | 89 | −47 | 2 | 2  |

## Play-off
|  | Semifinali | Semifinali | Semifinali |          |          | Finale   | Finale | Finale |  |
|  |            |            |            |          |          |          |        |        |  |
|  | 1A         | Benetton   | 19         |          |          |          |        |        |  |
|  | 1A         | Benetton   | 19         |          |          |          |        |        |  |
|  | 2B         | Viadana    | 15         |          |          |          |        |        |  |
|  | 2B         | Viadana    | 15         |          | Benetton | Benetton | 9      |        |  |
|  |            |            |            |          | Benetton | Benetton | 9      |        |  |
|  |            |            | Petrarca   | Petrarca | 8        |          |        |        |  |
|  | 1B         | Petrarca   | Petrarca   | Petrarca | 8        | 28       |        |        |  |
|  | 1B         | Petrarca   |            |          |          |          |        |        |  |
|  | 2A         | Rovigo     | 24         |          |          |          |        |        |  |

### Semifinali
| Arbitro: | Alan Falzone (Padova) |

|                        |      |                             |
| Goosen 18’             | mt   | 55’ Brancoli 69’ A. Persico |
| Botes 18’              | tr   | 55’ Woodrow                 |
| Botes 3’, 9’, 34’, 60’ | c.p. | 15’ Pace                    |

| Arbitro: | Stefano Mancini (Frascati) |

|                                            |      |                                 |
| Ambrosio 19’ Costa Repetto 54’ Bezzati 79’ | mt   | 39’ Bustos 48’ Immelman         |
| Mercier 19’, 79’                           | tr   | 39’ Bustos                      |
| Mercier 27’, 34’, 74’                      | c.p. | 13’ Basson 31’, 62’, 64’ Bustos |

### Finale
| Arbitro: | Mauro Dordolo (Udine) |

| |              | |
| | mt           | 2’ Costa Repetto |
| Goosen 3’, 18’, 23’ | c.p.         | |
| | drop         | 24’ Mercier |
| · Williams · Mulieri · Galon · 1’, 41’ 14’ Picone · de Jager · Goosen · 52’ Semenzato · Kingi · Vermaak · E. Pavanello (c) · v. Zyl · 52’ Sutto · 56’ Di Santo · Vidal · 56’ 72’ Allori | Formazioni   | · Spragg · Faggiotto · Ambrosio · Bertetti 62’ · Acuña 59’-69’ · Mercier (c) · N. Leonardi · Ansell · Galatro 60’ · Bezzati 50’-52’ · Fletcher · G. Padró · Chistolini 80+1’ · Gatto 47’ · Costa Repetto |
| · 1’, 41’ 14’ Marcato · 52’ Botes · 52’ Orlando · 56’ 72’ Costanzo · 56’ Fernández Rouyet                                                                                               | Sostituzioni | · Caporello 47’ · Filippini 50’, 60’ 52’ · Alessandro Chillon 62’ · Sclosa 80+1’ |
| Franco Smith | Allenatori   | Pasquale Presutti |